# Довга коса (Прохідна лагуна)
До́вга коса́ (рос. Длинная коса) — невеликий острів у морі Лаптєвих, біля східного узбережжя півострову Таймир. Територіально відноситься до Красноярського краю, Росія.
Розташований на південь від гирла річки Прончищева. Острів має видовжену форму, витягнутий із північного сходу на південний захід. Являє собою вузьку піщану косу, яка відмежовує Прохідну лагуну від моря.